# Meherdatès de Parthie
Meherdatès de Parthie est un prétendant au trône du roi arsacide des Parthes en 49 ap. J.-C.

## Biographie
Meherdatès est le fils de Vononès Ier et le petit-fils de Phraatès IV. Il est envoyé à Rome comme otage avec plusieurs autres princes de la famille royale arsacide.
En 47, après la mort de Vardanès Ier, un parti tente en vain de le porter au trône contre Gotarzès II de Parthie. Les cruautés du nouveau roi incitent la noblesse parthe à envoyer une ambassade à Rome qui réclame au Sénat le retour sur le trône d’un véritable Arsacide. L’empereur Claude donne son accord et charge C. Cassius, le gouverneur de Syrie, de conduire le jeune prince jusqu’aux rives de l’Euphrate.
Le général romain établit son camp à Zeugma et tente de nouer des alliances avec « Acbarus » (Abgar V bar Manu), le roi des Arabes d'Édesse, et avec Izatès II, roi d’Adiabène, malgré les appels pressants de Carénès, le principal partisan parthe de Merherdatès.
Malgré la défection d’Agbar V  et d’Izatès, les troupes du jeune prétendant livrent bataille au roi Gotarzès II retranché derrière le fleuve Corma. Carénés est vaincu et tué et Meherdatès, trahi par Parrax, un client de son père qu’il croyait son ami, est enchaîné et livré au vainqueur.
Gotarzès II désavoue son parent comme arsacide, le traite d’« étranger et de Romain ». Il lui fait couper les oreilles pour le priver de tout droit au trône. Mais il laisse ensuite vivre pour humilier Rome.